# Loro Ciuffenna

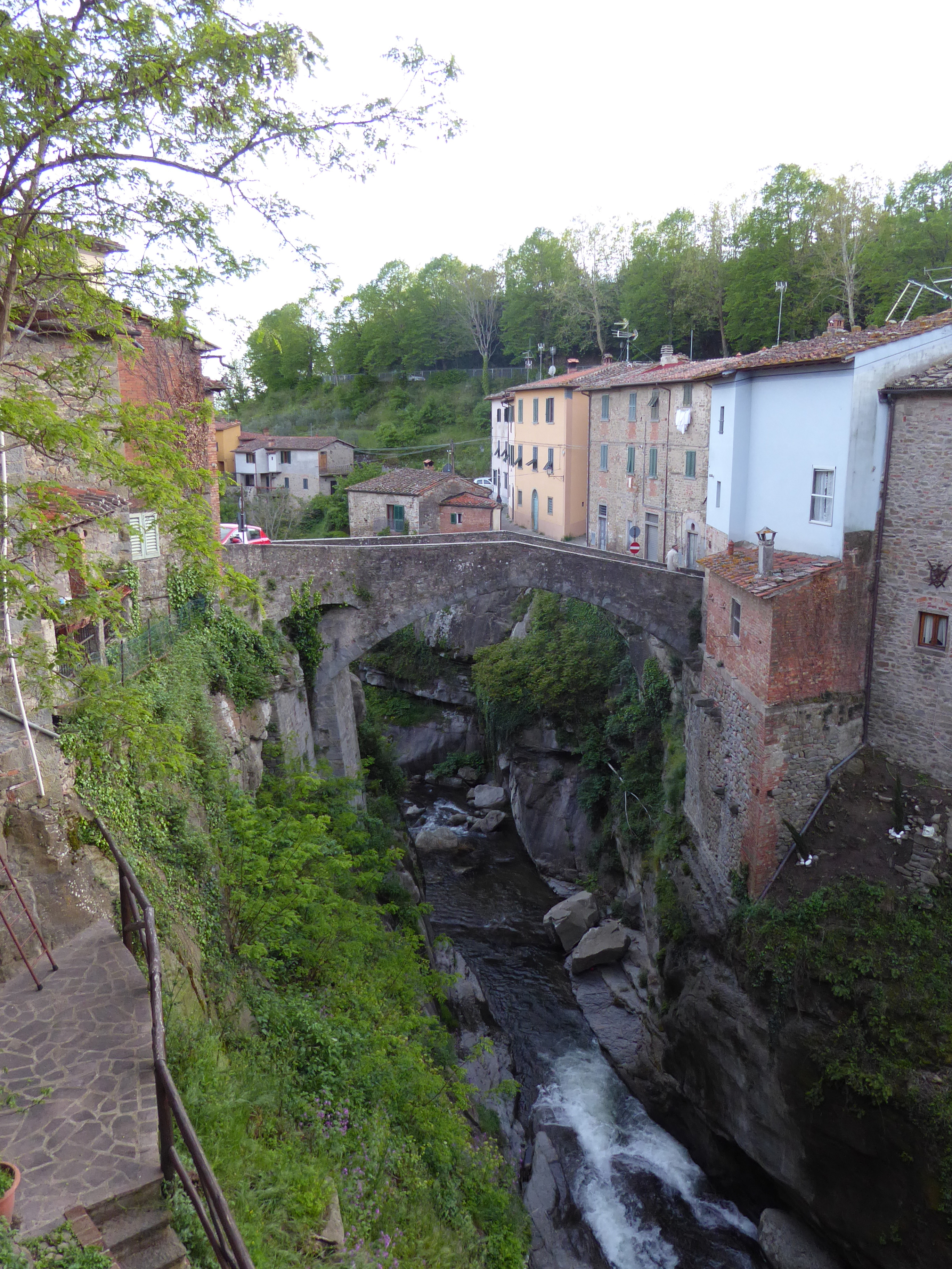
Brug in Loro Ciuffenna

Loro Ciuffenna is een gemeente in de Italiaanse provincie Arezzo (regio Toscane) en telt 5897 inwoners (31-12-2012). De oppervlakte bedraagt 86,7 km².
De volgende frazioni maken deel uit van de gemeente: Anciolina, Casamona, Chiassaia, Malva, Modine, Pratovalle, Roveraia, San Giustino Valdarno, Trappola.

## Demografie
Loro Ciuffenna's inwonertal steeg in de periode 1991-2012 met bijna 32,5% volgens tienjaarlijkse volkstellingen van ISTAT.
| Jaar | Inwoneraantal |
| ---- | ------------- |
| 1991 | 4452          |
| 2001 | 5174          |
| 2004 | 5573          |
| 2012 | 5897          |

## Geboren
- Bruno Mealli (1937-2023), wielrenner

## Bekende inwoners
- Russell Crowe, acteur[2]

## Geografie
De gemeente ligt op ongeveer 330 m boven zeeniveau.
Loro Ciuffenna grenst aan de volgende gemeenten: Castel Focognano, Castel San Niccolò, Castelfranco Piandiscò, Castiglion Fibocchi, Ortignano Raggiolo, Talla, Terranuova Bracciolini.